# دائرة صبرة
دائرة صبرة إحدى دوائر ولاية تلمسان وتضم بلديات:
- صبرة
- بوحلو